# 奥索马嗪
奥索马嗪（英语：Oxomemazine），又称二氧异丁嗪、双氧异丁嗪，是吩噻嗪化学类的抗组胺药和抗胆碱能药，可用于治疗咳嗽。根据2019年法国医学杂志《处方》的第7次报告，基于科学数据和可替代选择，以奥索马嗪为基础的药物Toplexil被列为93种应避免使用的药物之一（其中82种当时在法国销售）。